# SanDisk Sansa

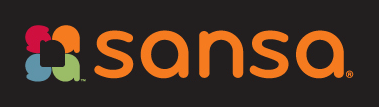
Logo de Sansa

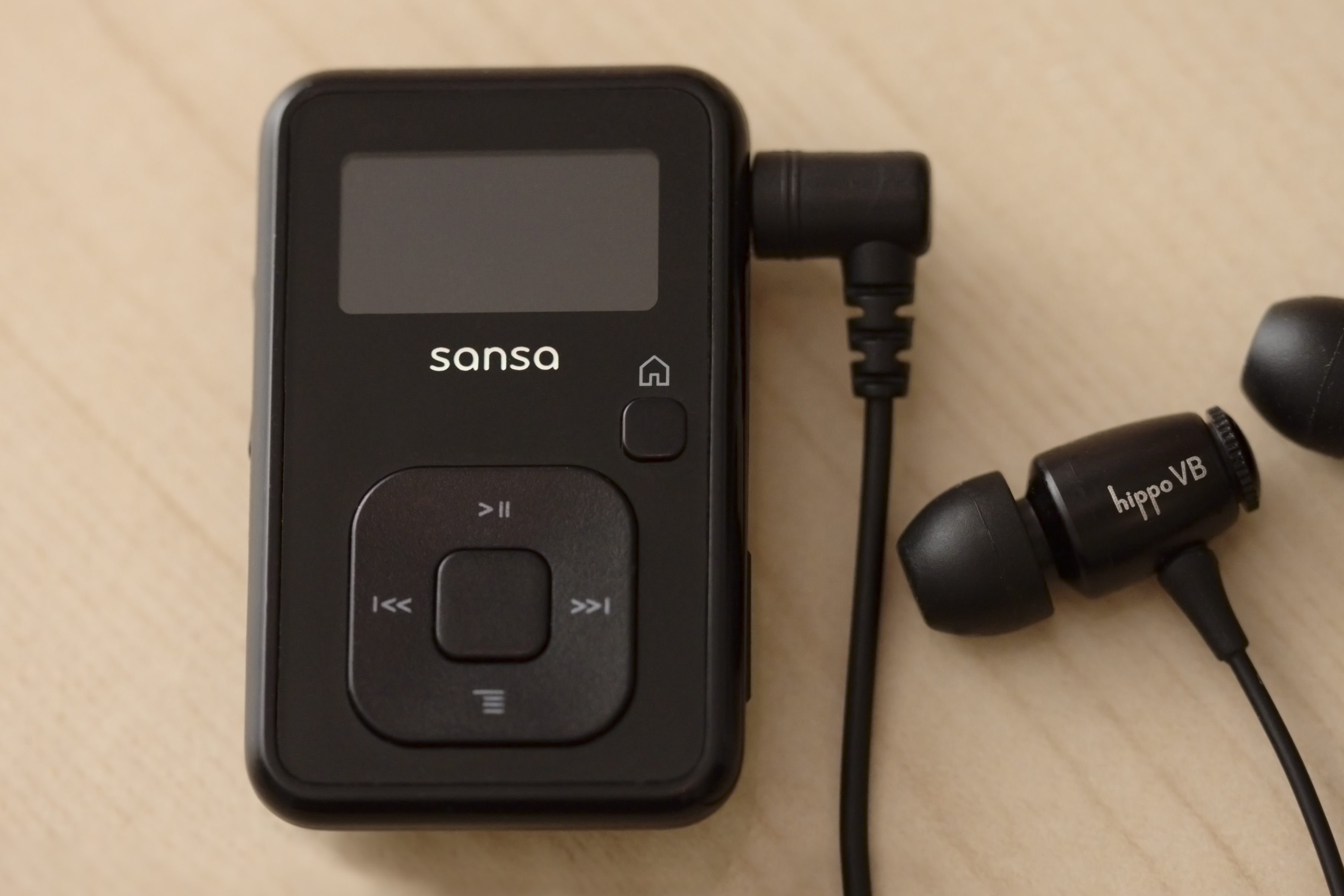
Modèle Sansa Clip+

SanDisk Sansa était une marque sous laquelle ont été vendus les baladeurs numériques à mémoire flash de l'entreprise SanDisk à partir de 2006.
La gamme contient une vingtaine d'appareils, dotés d'une mémoire interne allant de 2 à 32 gigaoctets. Les modèles après 2014 ont perdu la dénomination Sansa et s’appellent SanDisk Clip.
Les appareils Sansa ont été concurrents des Apple iPod, Sony Network Walkman, Archos, Microsoft Zune et Creative Zen.

## Caractéristiques
|                           | Série e100   | Série e100   | Série m200       | Série m200       | Série m200       | Série m200       | Série c100       | Série c100       | Série e200                 | Série e200                 | Série e200                 | Série e200                 | Série c200                 | Série c200                 | Connect       | Express       | Express       | Clip         | Clip         | Clip         | Clip         | Fuze                  | Fuze                  | Fuze                  |
| ------------------------- | ------------ | ------------ | ---------------- | ---------------- | ---------------- | ---------------- | ---------------- | ---------------- | -------------------------- | -------------------------- | -------------------------- | -------------------------- | -------------------------- | -------------------------- | ------------- | ------------- | ------------- | ------------ | ------------ | ------------ | ------------ | --------------------- | --------------------- | --------------------- |
| Modèle                    | e130         | e140         | m130             | m140             | m150             | m160             | c140             | c150             | e250                       | e260                       | e270                       | e280                       | c240                       | c250                       | Connect       | Express       | Express       | Clip         | Clip         | Clip         | Clip         | Fuze                  | Fuze                  | Fuze                  |
| Capacité                  | 512 Mo       | 1 Go         | 512 Mo           | 1 Go             | 2 Go             | 4 Go             | 1 Go             | 2 Go             | 2 Go                       | 4 Go                       | 6 Go                       | 8 Go                       | 1 Go                       | 2 Go                       | 4 Go          | 1 Go          | 2 Go          | 1 Go         | 2 Go         | 4 Go         | 8 Go         | 2 Go                  | 4 Go                  | 8 Go                  |
| Extension mémoire         | Carte SD     | Carte SD     | Carte SD et SDHC | Carte SD et SDHC | Carte SD et SDHC | Carte SD et SDHC | Carte SD et SDHC | Carte SD et SDHC | Carte microSD et microSDHC | Carte microSD et microSDHC | Carte microSD et microSDHC | Carte microSD et microSDHC | Carte microSD et microSDHC | Carte microSD et microSDHC | Carte microSD | Carte microSD | Carte microSD |              |              |              |              | Carte microSD et SDHC | Carte microSD et SDHC | Carte microSD et SDHC |
| Date de commercialisation | Janvier 2005 | Janvier 2005 | Octobre 2005     | Octobre 2005     | Octobre 2005     | Octobre 2005     |                  |                  | Janvier 2006               | Janvier 2006               | Janvier 2006               | Janvier 2006               | Octobre 2006               | Octobre 2006               | Mars 2007     |               |               | Octobre 2007 | Octobre 2007 | Octobre 2007 | Octobre 2007 | Mars 2008             | Mars 2008             | Mars 2008             |